# Laurent Gamet
Laurent Gamet (Vesoul, 7 de agosto de 1973) é um professor de direito e advogado francês. A sua atividade centra-se principalmente no direito do trabalho e no direito comparado.

## Biografia
Laurent Gamet recebeu a bolsa Lavoisier do Ministério francês dos negócios estrangeiros e entrou no Instituto Universitário Europeu de Florença em 1997. Em 2001, obteve o doutoramento em Direito com a felicitação unânime do júri e a sua tese foi publicada pela LGDJ.
O Professor Laurent Gamet é igualmente membro da Ordem dos Advogados de Paris e exerce a sua atividade como advogado no Tribunal da Relação de Paris. Trabalha como advogado num escritório de setenta advogados, do qual é sócio fundador.
Em 2004, ganhou o primeiro prémio no concurso internacional de defesa dos direitos humanos realizado no Memorial de Caen (França), no qual defendeu o poeta cubano Raul Rivero (1945-2021).

## Carreira académica

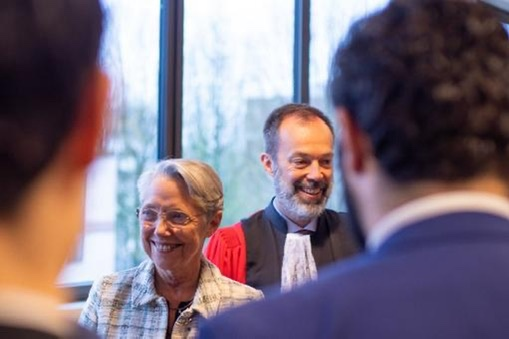
O Professor Laurent Gamet e a Primeira-Ministra de França (2022-2024) Elisabeth Borne em 2024.

Laurent Gamet é professor catedrático de direito do trabalho na Universidade de Paris XII e no Instituto de Estudos Políticos de Paris. A sua atividade académica centra-se no direito do trabalho, no direito penal do trabalho e no direito da segurança social.
Desde 2021, é decano da Faculdade de Direito de Paris-Est e membro da Conferência dos Decanos de Direito e Ciência Política. É perito do Conselho Superior de Avaliação da Investigação e do Ensino Superior do Ministério do Ensino Superior francês.

### Estudos de direito comparado

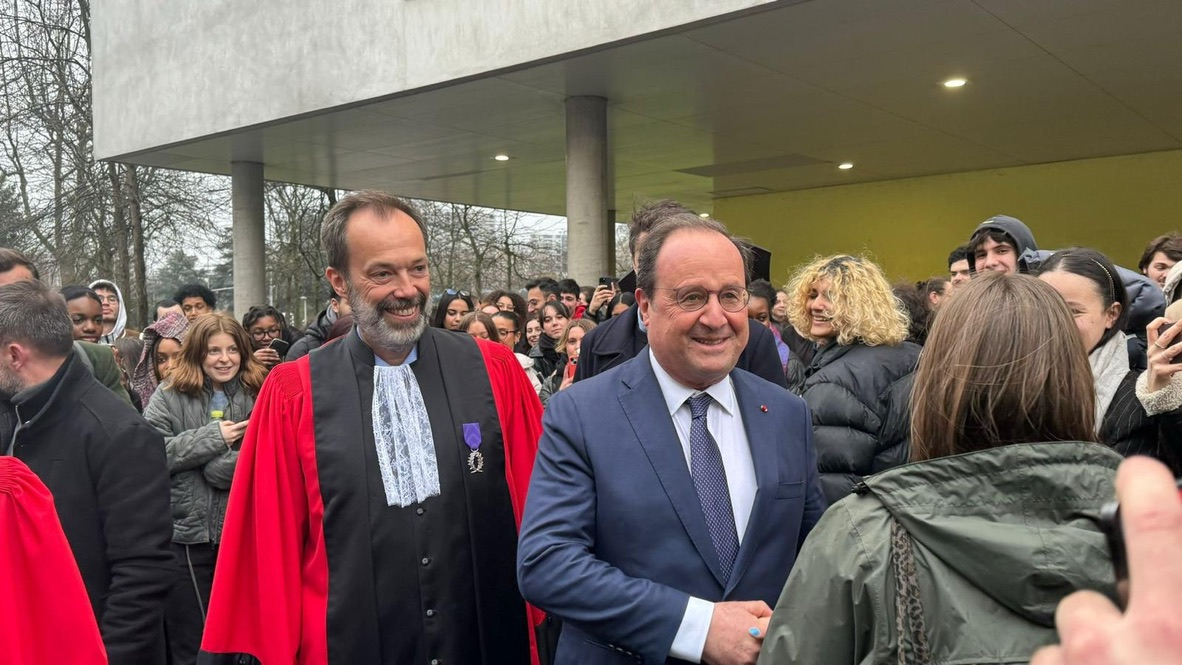
O Presidente francês François Hollande (2012-2017) acompanhado pelo reitor Laurent Gamet numa conferência sobre a União Europeia.

Prof. Laurent Gamet é também presidente da secção de direito social da Société de législation comparée, uma importante associação jurídica francesa que existe desde 1869. Juntamente com o Prof. Achim Seifert (Universidade de Jena), foi responsável pelo livro sobre o direito do trabalho (dirigido por um grupo de trabalho de académicos europeus) no âmbito do projeto de elaboração de um Código Europeu das Empresas (2017-2021, sob a direção do Prof. Philippe Dupichot), sob a égide da Association Capitant.
Alguns dos seus trabalhos consistem num estudo comparativo entre o direito do trabalho brasileiro e o direito francês. Em agosto de 2019, foi organizado um simpósio sobre inteligência aritificial e justiça na Universidade de São Paulo.

## Condecorações
- Cavaleiro da ordem das Palmas académicas (2022).[14]

## Publicações
Laurent Gamet é colunista de opinião do diário francês Le Monde e escreve também para Les Echos e para a rádio France Info.

### Seleção de livros
- Gamet, Laurent; André, Christophe; Robert Badinter (2023). États de droits: mélanges en l'honneur de Dany Cohen (em francês). Paris: Dalloz. ISBN 978-2247223947
- Gamet, Laurent (2021). Droit pénal de la sécurité et de la santé au travail (em francês). [S.l.]: LexisNexis. ISBN 978-2-7110-3579-3
- Gamet, Laurent (2018). Le droit du travail ivoirien (em francês). [S.l.]: L'Harmattan. ISBN 978-2-343-14692-8
- Gamet, Laurent (2011). Rupture du contrat de travail : licenciement, rupture conventionnelle, procédure, contentieux (em francês). [S.l.]: Dalloz. ISBN 978-2247079148
- Gamet, Laurent (2008). L'information et la consultation du comité d'entreprise lors des restructurations d'entreprises (em francês). [S.l.]: Lamy. ISBN 978-2-247-06104-4
- Gamet, Laurent; Flichy, Hubert (2005). Licenciement : procédure, indemnités, contentieux (em francês). [S.l.]: Dalloz. ISBN 978-2-247-06104-4
- Gamet, Laurent (2001). Les contrats de travail conclus au titre des dispositifs publics de mise à l'emploi : contribution à l'étude des contrats de travail spéciaux (em francês). [S.l.]: LGDJ. ISBN 978-2-275-02296-3